# Lee County, Kentucky
Lee County är ett administrativt område i delstaten Kentucky, USA, med 7 887 invånare. Den administrativa huvudorten (county seat) är Beattyville. 

## Geografi
Enligt United States Census Bureau så har countyt en total area på 547 km². 543 km² av den arean är land och 4 km² är vatten. 

### Angränsande countyn
- Powell County - norr
- Wolfe County - nordost
- Breathitt County - sydost
- Owsley County - söder
- Jackson County - sydväst
- Estill County - nordväst